# Бедфорд (Тексас)
Бедфорд (енгл. Bedford) град је у америчкој савезној држави Тексас. По попису становништва из 2010. у њему је живело 46.979 становника.

## Демографија
Према попису становништва из 2010. у граду је живело 46.979 становника, што је 173 (0,4%) становника мање него 2000. године.
| Група             | 2000.          | 2010.          |
| Белци             | 39.338 (83,4%) | 34.511 (73,5%) |
| Афроамериканци    | 1.722 (3,7%)   | 3.277 (7,0%)   |
| Азијати           | 1.708 (3,6%)   | 2.082 (4,4%)   |
| Хиспаноамериканци | 3.403 (7,2%)   | 5.881 (12,5%)  |
| Укупно            | 47.152         | 46.979         |